# Королевский замок в Новы-Сонче
Королевский замок в Новы-Сонче (пол. Zamek Królewski w Nowym Sączu) — руины замка, расположенные вблизи места соединения двух рек Дунайца и Каменицы, в городе Новы-Сонч Малопольского воеводства в Польше.
До нашего времени сохранились остатки оборонительных стен и реконструированная Кузнечная башня. На территории замка сейчас находится городской парк.

## История

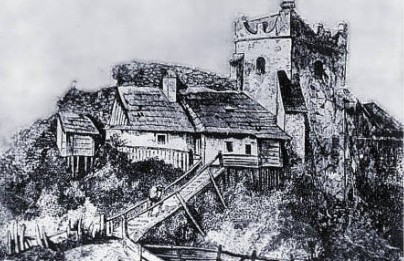
Руины замка, 1899 г.

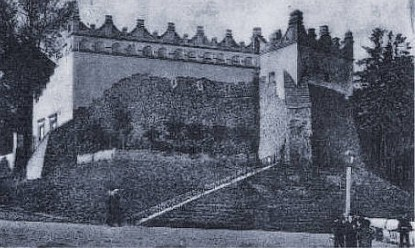
Замок в межвоенный период

Замок был построен в 1350—1360 годах по приказу короля Казимира Великого в северо-западной части города. Он был включен в оборонительную систему городских стен, хотя и отделялся от города рвом и, вероятно, стеной с воротами. Замок служил усадьбой каштелянов, земских правительств и уездных старост.
В 1370 году в замке гостил Людовик Венгерский, который как раз направлялся в Краков, чтобы стать королем Польши. Осенью 1384 года здесь принимали претендентку на трон — будущую польскую королеву Ядвигу Анжуйскую, которую короновали 16 октября того же года в Кракове. Частым гостем в замке был также польский король Владислав Ягайло. В апреле 1410 года, перед войной с Тевтонским орденом, он встречался в замке с великим князем литовским Витовтом. В дальнейшем замок реже принимал польских монархов и был главной усадьбой старосты.
Разрушения, причиненные во время Шведского потопа, пожара и последствия экономического кризиса в XVII веке, обусловили постепенный упадок замка. В 1768 году вспыхнул очередной пожар, обусловленный походом Барских конфедератов и их неосторожностью, которая уничтожила замок.
Во времена Разделов Речи Посполитой австрийская власть, взявшая себе королевские имения, частично отремонтировала замок, чтобы использовать его для офисов полиции. В августе 1813 года мощное наводнение подмыло замковый склон, в результате чего западное крыло замка сдвинулось до Дунайца. Сохранившаяся часть замка в 1838 году была превращена в казармы и военные склады, а в 1846 году — в тюрьму. В 1848 году правительство продало замок городу, который из-за отсутствия денег на ремонт, сдало его в аренду австрийской армии для хранения обмундирования и оружия.
Частичное восстановление руин замка с восстановлением башни было осуществлено в 1905 году. После восстановления Польшей независимости проводились дальнейшие консервационные работы, которые завершились в 1938 году открытием Музея Сондецкой земли.
Во время немецкой оккупации замок был превращен в казармы и склад боеприпасов. В 1945 году солдаты из крестьянских батальонов под командованием Тадеуша Дымэла взорвали немецкий склад боеприпасов, хранившихся в замке, вследствие чего почти полностью его уничтожили.
В 50-х годах XX века была отреставрирована ренессансная Кузнечная башня, а также фрагмент стен с аттиками.

## Легенда
Легенда, связанная с замком, касается источника, находившегося у подножия Кузнечной башни. Вода из него никогда не замерзала и имела серный привкус. Недалеко от него замок охраняли молодые и смелые рыцари. Время от времени, однако, один из них бесследно исчезал. Наконец, появился смельчак, который, вооружившись алебардой, святым мелом и розарием, остался возле источника. Он нарисовал мелом вокруг себя круг и стал ждать, что произойдет. После полуночи он услышал прекрасные песни, музыку и увидел нимф, вынырнувших из источника и приглашающих его к танцу. Понимая, что это они являются причиной исчезновения рыцарей, он, не выходя из начертанного круга, бросил розарий к источнику. Вода зашипела, а нимфы превратились в отвратительных ведьм и улетели в ночь.
В наше время от источника не осталось ни следа. Скорее всего, его завалило во время взрыва в 1945 году.

## Галерея

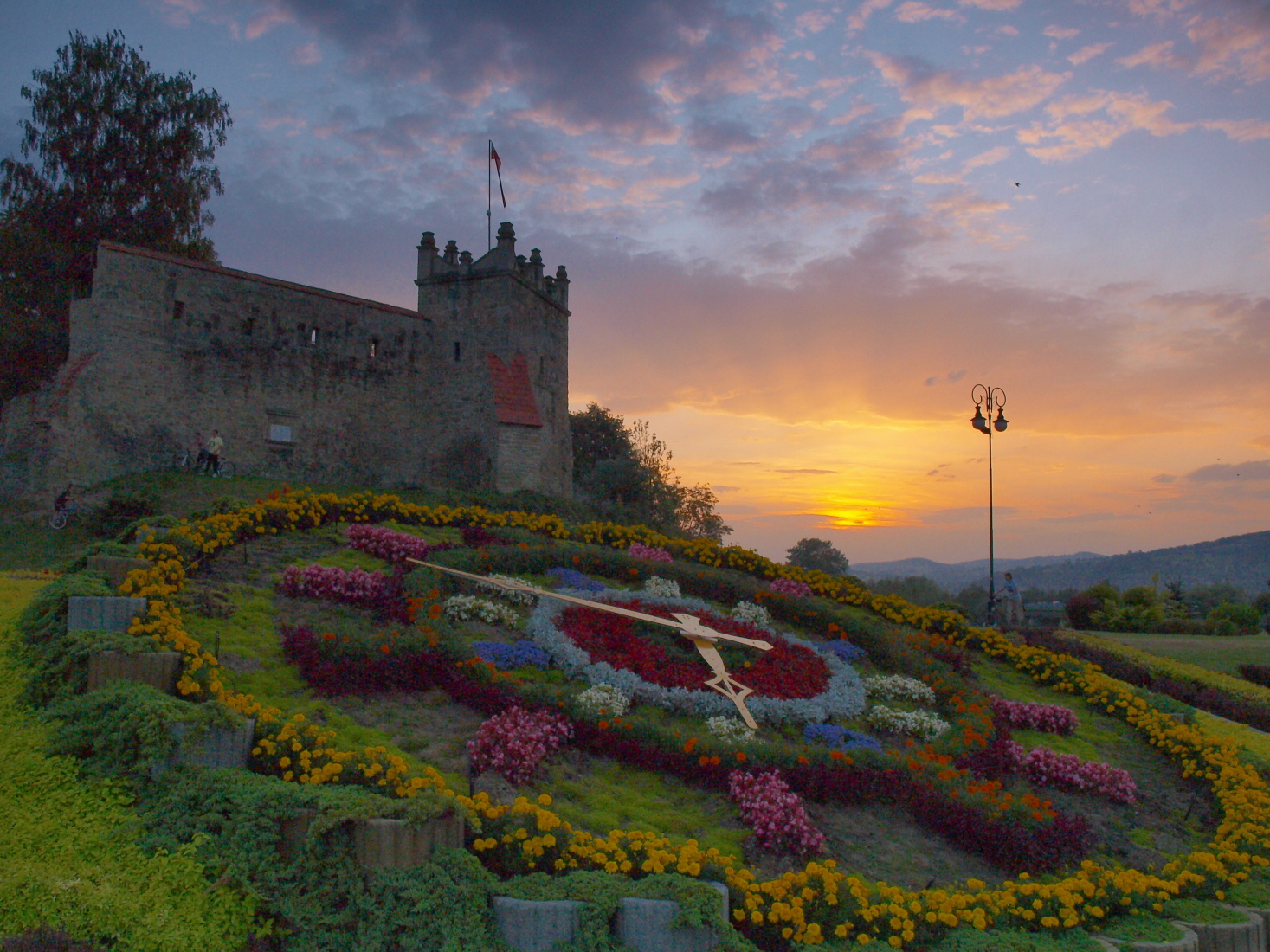
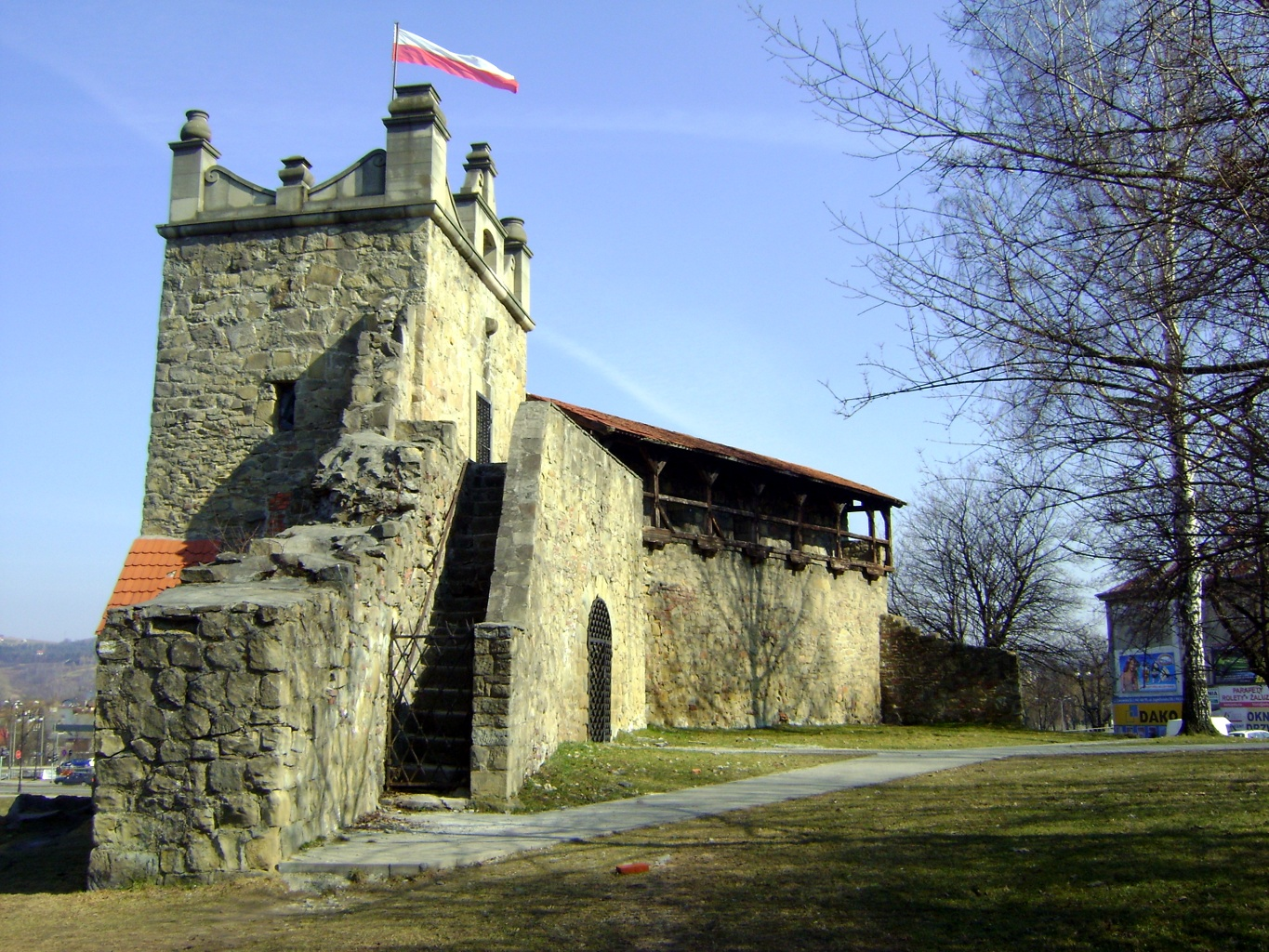
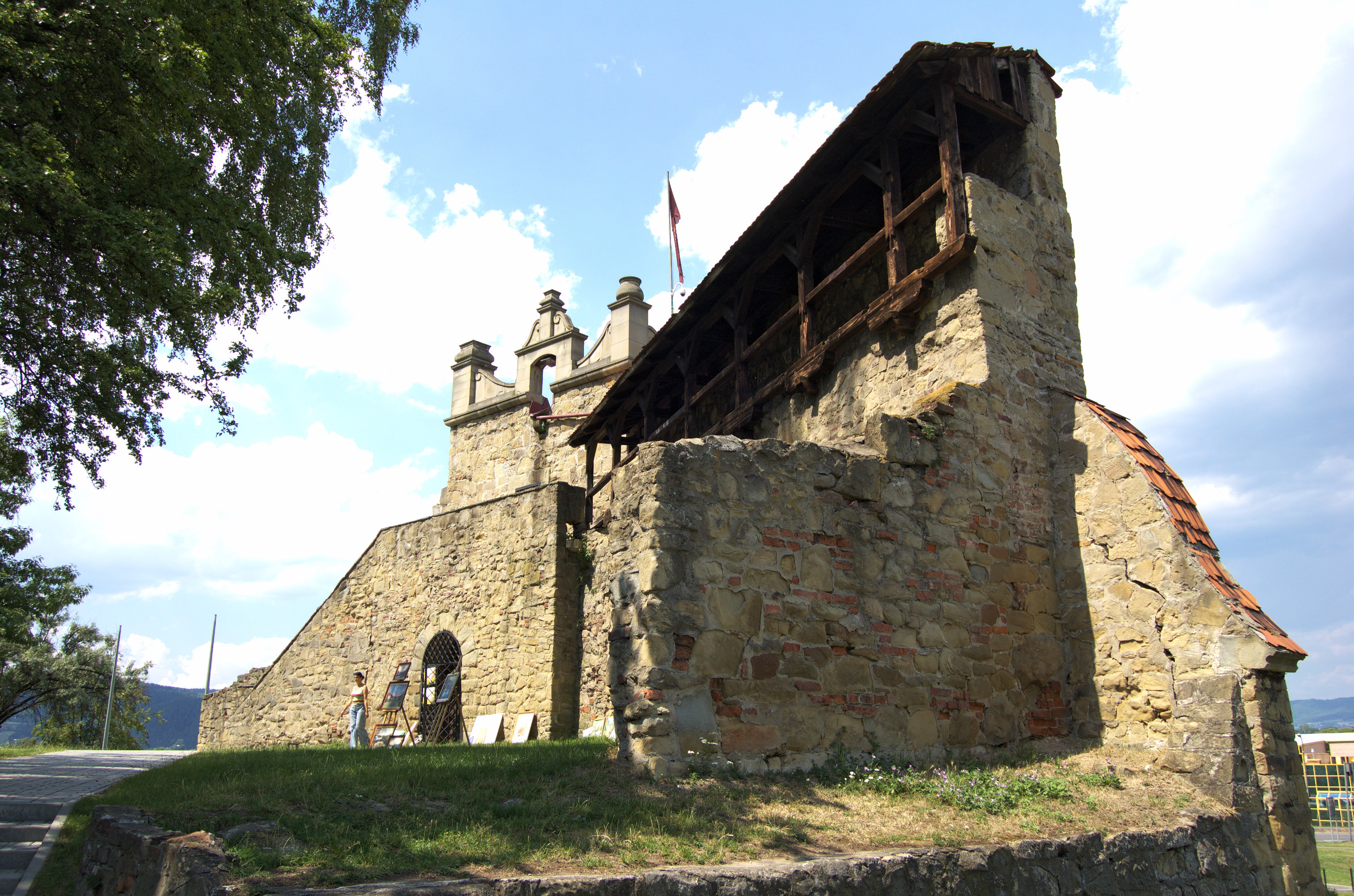
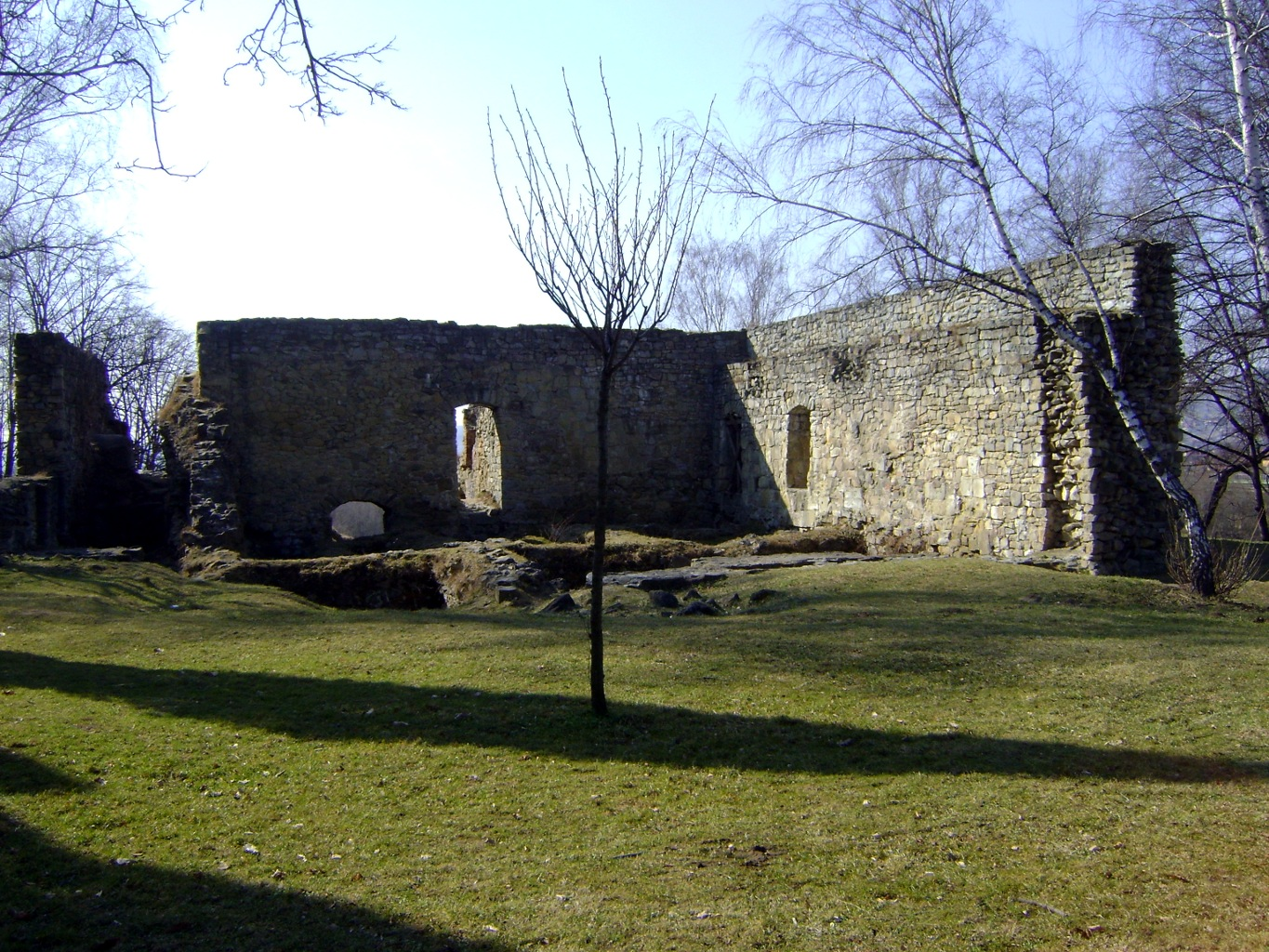